# Arisaema wrayi
Arisaema wrayi là một loài thực vật có hoa trong họ Ráy (Araceae). Loài này được Hemsl. mô tả khoa học đầu tiên năm 1887.